# Polizeiruf 110: Schweine
Schweine ist ein Fernsehfilm aus der Krimireihe Polizeiruf 110. Der vom rbb produzierte Beitrag ist die 411. Polizeiruf 110-Episode und wurde am 24. März 2024 im Ersten ausgestrahlt.

## Handlung
Der junge Anwalt Leon Herne wird auf der deutschen Seite der Oder mit einer Schussverletzung tot aufgefunden. Anscheinend war er auf der polnischen Seite angeschossen worden und dann durch die Oder geschwommen.
Die Kommissare Alexandra Luschke und Karl Rogov ermitteln in ihrem ersten gemeinsamen Fall. Herne hatte mit seinem Kanzleikollegen Daniel Pillokat und Konstantin Richtmann, Sohn des Kanzleichefs Dr. Albrecht Richtmann, eine Jagdreise nach Polen gemacht. Das Jagdgebiet gehört zum Schweinehof von Grażyna Jankowska. Marek Kulesza, der Freund von Jankowskas Tochter Agata, betreut die Jagdgäste. Nachdem wegen der Schweinepest alle 1000 Schweine gekeult werden mussten, hat der Hof auf biologische Schweinezucht umgestellt. Die Gäste wohnen allerdings nicht in Kuleszas Jagdhütte, sondern in einer Jagdvilla von Dr. Richtmann.
Mit einem Spürhund rekonstruiert die Polizei den Weg, den Herne in der Nacht von der Jagdvilla zu Kuleszas Jagdhütte und dann durch das Schweinepest-Sperrgebiet zur Oder genommen hat. Eine Wildkamera zeigt, dass Herne am frühen Morgen um 5 Uhr noch unverletzt ist.
Im Jagd-Anwesen der Kanzlei Richtmann treffen die Kommissare zunächst nur Konstantin Richtmann an. Daniel Pillokat hat die Nacht im Wald verbracht und trifft erschöpft und verwirrt  bei der Jagdvilla ein. Die Befragung von Richtmann und Pillokat verläuft ohne Ergebnis. Auf der Jagd nach einem Hirsch bedroht Richtmann Pillokat mit seiner Waffe und gibt einen Warnschuss ab. Dr. Richtmann, Luschke und Rogov eilen herbei. Pillokat gesteht, Herne getötet zu haben, obwohl er sich an die Tat nicht erinnern kann.
An dem Ort, an dem die Wildkamera Herne aufgenommen hat, entdeckt Rogov eine Grube, in der ein totes Wildschwein vergraben wurde. Anscheinend wurde das an der Schweinepest verendete Tier aus einer anderen Gegend in die Sperrzone verbracht und dort vergraben. In der Nähe der Grube entdeckt die Polizei Hernes Waffe. Im Verhör gibt Grażyna Jankowska zu, auf Leon Herne geschossen zu haben, um ein Bekanntwerden der Seuchenausbreitung und damit eine Tötung ihrer Schweine zu verhindern. Jankowska wird verhaftet, die Schweine werden getötet.

## Hintergrund
Der Film wurde vom 10. Oktober 2023 bis zum 8. November 2023 in Berlin, Brandenburg und Westpommern gedreht. Als Drehort für das Hauptmotiv des Jagdanwesens der Familie Richtmann diente für die Innen- und Außenaufnahmen das Schloss Kartzow in Potsdam.

## Einschaltquoten
Die Erstausstrahlung von Schweine am 24. März 2024 wurde in Deutschland von 8,08 Millionen Zuschauern gesehen und erreichte einen Marktanteil von 28,1 % für Das Erste.